# 11154 Кобусі
11154 Кобусі (11154 Kobushi) — астероїд головного поясу, відкритий 28 грудня 1997 року.
Тіссеранів параметр щодо Юпітера — 3,567.